# Аппаєв Хасан Алійович
Хаса́н Алі́йович Аппа́єв (1902–1937) — карачаївський радянський письменник, один з основоположників карачаївської літератури.
Член ВКП(б) з 1925.
Народився в аулі Карт-Джурті у наймитській сім'ї.
Автор відомого роману «Чорна скриня» (1932—1936) — про життя та боротьбу свого народу під час Жовтневого перевороту.